# Antônio Gomes
Antônio Gomes da Silva (Sobral, 30 de abril de 1885 — Rio Branco, 14 de agosto de 1946) foi um dos primeiros adeptos do culto do Santo Daime.

## Vida
Casou-se com Maria Nazaré, ainda no Ceará, e teve cinco filhos. Após viver em Belém do Pará, transferiu-se para Rio Branco, no estado do Acre, em 1921.
Trabalhou nos seringais e, mais tarde, na agricultura. Ficando viúvo, casou-se de novo, com Maria, tendo desse casamento mais quatro filhos. Conheceu o mestre Raimundo Irineu Serra em 1938, recebendo dele um grande benefício para sua saúde abalada. Antônio Gomes se uniu à doutrina juntamente com toda a sua família. Seu filho Leôncio foi quem substituiu o mestre depois de sua passagem, em 1971. Sua neta, Peregrina, foi a terceira esposa do Mestre Irineu.

## Obras
Antônio Gomes possui um dos cinco hinários tidos, ao lado da Bíblia, como base da doutrina daimista. O hinário deixado por ele chama-se O Amor Divino. A responsável pela zeladoria do hinário é sua filha, Adália Gomes.